# Pseudobradya robusta
Pseudobradya robusta är en kräftdjursart som beskrevs av Georg Ossian Sars 1911. Pseudobradya robusta ingår i släktet Pseudobradya och familjen Ectinosomatidae. Arten är reproducerande i Sverige. Inga underarter finns listade i Catalogue of Life.